# Albert J. Ellis Airport

i7
i11
i13
Albert J. Ellis Airport (IATA-Code OAJ, ICAO KOAJ) ist der öffentliche Flughafen etwa 16 Kilometer nordwestlich von Jacksonville im Onslow County in North Carolina, Vereinigte Staaten. Der Flughafen hat eine Start- und Landebahn und drei Flugsteige. Er wird weitgehend von Privatfliegern genutzt, jedoch auch von einigen kommerziellen Fluggesellschaften angeflogen.